# Adam Ludwig von Hartig
Adam Ludwig Freiherr von Hartig, ab 1719 Graf von Hartig, (* 3. Oktober 1710; † 12. Dezember 1736 in Gießhübel), Herr auf Gießhübel, Neudek, Schöbernitz und Priesnitz, war ein böhmischer Adliger, Gutsbesitzer sowie k. k. Kämmerer.

## Leben
Er war der älteste Sohn des Grafen Ludwig Joseph von Hartig (1685–1735) und der Maria Theresia geb. Freiin Putz von Adlersthurn (1686–1731), Tochter des Johann Marcus Maximilian Freiherr Putz von Adlersthurn. Der Ehe entsprangen 2 Söhne und 5 Töchter.
Sein Vater erhielt am 30. Juli 1711 in Wien die böhmische Bestätigung des Alten Herrenstandes und wurde als Landrechtsbeisitzer im Königreich Böhmen mit Wappenbesserung am 20. Februar 1719 in den böhmischen Grafenstand erhoben. Laut elterlichen Testament erbte er 1735 die Herrschaften Gießhübel, Neudek, Schöbernitz und Priesnitz von seinem verstorbenen Vater. Ludwig Joseph von Hartig hatte die Güter am 14. April 1734 von Franz Joseph Graf Czernin von Chudenitz um 462.000 fl. erstanden und am 6. Juli 1734 in die böhmische Landtafel eintragen lassen. Die Verkaufsverhandlungen zogen sich möglicherweise bis zum Jahre 1734 hin. Adam Ludwig von Hartig starb 1736 im Alter von 23 Jahren nach zweijähriger Regierungszeit auf Gießhübel an den Blattern. Kurze Zeit zuvor hatte er sich noch mit Maria Theresia Gräfin Kager von Globen (1716–1759) vermählt. Sein Leichnam wurde nach Neudek überführt und in der Pfarrkirche St. Martin vor dem großen Altar beigesetzt.
Die Güter erhielt sein einziger Sohn Ludwig Johann Nepomuk Maria Graf von Hartig (1736–1813). Da er noch unmündig war, wurde eine Vormundschaftsregierung eingesetzt, die sich bis 1758 seine Mutter Maria Theresia Gräfin von Hartig mit ihrer Schwägerin Maria Karolina Gräfin von Kokorzowa, geb. Gräfin von Hartig teilte. Weitere Vormünder waren: Hubert Graf von Hartig, Karl Felix Graf von Werschowetz, Franz Graf von Buquoi sowie Adam Franz Graf von Hartig. 1794 ließ Ludwig Johann von Hartig die Herrschaften Gießhübel und Neudek wegen Überschuldung zwangsversteigern. Neuer Besitzer wurde Johann Joseph Graf Stiebar von Buttenheim.